# 葛晓燕
葛晓燕（1964年12月—），女，汉族，江苏南京人。中华人民共和国政治人物，二级大法官，中国共产党党员，第十三届全国人民代表大会江西省代表。现任最高人民检察院党组成员、副检察长，全国妇联副主席（兼）。

## 生平
1986年毕业于华东政法学院经济法系经济法专业，后进入江苏省人民检察院工作。
2002年1月至2005年8月，任江苏省泰州市人民检察院检察长；
2005年8月至2007年7月，任江苏省人民检察院党组成员、反贪污贿赂局局长；2007年7月至2010年7月，江苏省人民检察院副检察长、反贪污贿赂局局长（2009年3月至2010年1月中央党校中青年干部培训班学习）；
2010年7月至2011年1月，任江苏省南京市人民检察院检察长；
2018年，葛晓燕出任江西省高级人民法院院长；同年，她被选为江西省出席第十三届全国人民代表大会代表。
2023年1月，任四川省人民检察院检察长。同年7月，出任最高人民检察院党组成员、副院长。
2023年10月，当选为全国妇联副主席。